# آنتونیو سالییری
آنتونیو سالییِری یا آنتونیو سالیِری (به ایتالیایی: Antonio Salieri)‏ (تلفظ ایتالیایی: [anˈtɔ:njo saˈljɛ:ri]) (زادهٔ ۱۸ اوت ۱۷۵۰ - درگذشتهٔ ۷ مهٔ ۱۸۲۵) آهنگساز، موسیقی‌دان، نوازندهٔ هارپسیکورد، و رهبر ارکستر اهل جمهوری ونیز بود که در جمهوری ونیز متولد شد، اما بخش عمدهٔ زندگی خود را در وین و در دستگاه حکومتیِ دودمان هابسبورگ گذراند.
سالییری شخصیت برجسته‌ای در گسترش موسیقی اپرا در اواخر سدهٔ هجدهم بود. به‌عنوان دانش‌آموز کریستف ویلیبالد گلوک، سالییری اپراهای زیادی به سه زبانِ ایتالیایی، فرانسوی، و آلمانی نوشته است.
سالییری نقش به‌سزایی در شکل‌دادن بسیاری از ویژگی‌های ساختارهای اپرایی داشت و موسیقی او تأثیر چشمگیری بر روی موسیقی‌دانان بعد از خودش گذاشت.
سالییری همچنین چند اپرا برای خانهٔ اپرای ونیز، رُم، و لندن نوشت. آثار دراماتیک او در زمان حیاتش به‌طور گسترده در تمام اروپا اجرا می‌شد.
سالییری از بزرگ‌ترین و تأثیرگذارترین معلمان موسیقی بوده است. لودویگ فان بتهوون، فرانتس شوبرت، و فرانتس لیست در میان مشهورترین شاگردان او قرار دارند. همچنین، آنتونین رایشا، یوهان نپوموک هومل، و فرانتس کساور ولفگانگ موتسارت (پسر ولفگانگ آمادئوس موتسارت) نزد او شاگردی کرده‌اند.

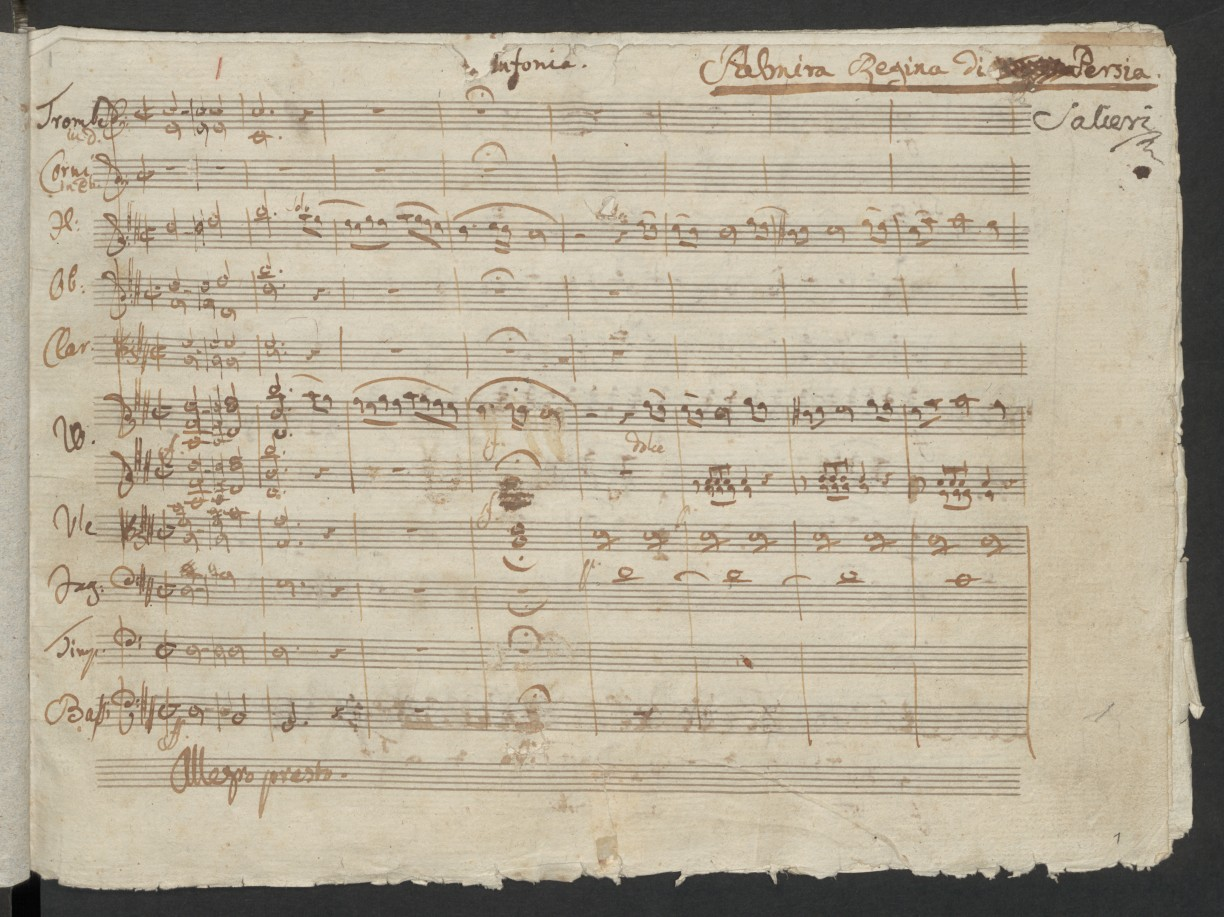
صفحهٔ آغازینِ اپرای پالمیرا، ملکهٔ ایران‌زمین، اثر سالییری

## مرگ
در نوامبر ۱۸۲۳، سالیری اقدام به خودکشی کرد. او تحت مراقبت‌های پزشکی قرار گرفت و در یک سال و نیم آخر عمرش از زوال عقل رنج برد. او در ۷ مه ۱۸۲۵ در سن ۷۴ سالگی در وین درگذشت و در ۱۰ مه در کلیسای جامع ماتزلاینسدورفر به خاک سپرده شد. در مراسم یادبود او در ۲۲ ژوئن ۱۸۲۵، آمرزانه خودش در دو مینور - که در سال ۱۸۰۴ ساخته شده بود - برای اولین بار اجرا شد. بقایای او بعداً به کلیسای جامع مرکزی منتقل شد. بنای یادبود او با شعری از جوزف وایگل، یکی از شاگردانش، مزین شده است.